# Марченко Анатолій Тихонович
Анатолій Тихонович Марченко (23 січня 1938, Барабинськ, Новосибірська область, Російська РФСР — 8 грудня 1986, Чистополь, Татарська АРСР, Російська РФСР) — письменник, дисидент, радянський політв'язень. З 1960-го відбув 17 років в тюрмах та засланнях. Дружина — Богораз Лариса Йосипівна.

## Біографія
Народився в родині помічника машиніста залізничника Тихона Якимовича і Олени Василівни Марченків. Після закінчення 8 класів виїхав на будівництво Новосибірської ГЕС. Отримав спеціальність змінного бурового майстра. Надалі працював на новобудовах сибірських ГЕС, на рудниках і в геологорозвідці в Томській області та на Карагандинській ДРЕС.
1958 року після масової бійки в робочому гуртожитку між місцевими робітниками і депортованими чеченцями, в якій не брав участі, був заарештований і засуджений до двох років ув'язнення у Карагандинському виправно-трудовому таборі (Карлаг). Відсидівши рік, скоїв втечу з місць ув'язнення. Близько року переховувався, не маючи документів, перебивався випадковими заробітками, і в підсумку вирішив тікати за кордон.
29 жовтня 1960 був затриманий при спробі переходу державного кордону СРСР з Іраном. До суду утримувався в слідчій в'язниці Ашхабадського КДБ. 3 березня 1961 Верховний Суд Туркменської РСР засудив Анатолія Марченка до шести років таборів за зраду батьківщині.
Звільнився в листопаді 1966. Оселився в м. Александрові (Володимирської обл.), працював вантажником. Табірне знайомство з письменником Ю. Даніелем ввело його в коло московської інакомислячої інтелігенції. 1967 року написав книгу про радянські політичні табори і в'язниці 1960-х років «Мої свідчення». За словами А. Даніеля, «Мої свідчення» з'явилися в самвидаві вже 1967-го. Книга отримала широке поширення в самвидаві, після передачі за кордон була перекладена більшістю європейських мов і стала першим розгорнутим мемуарним свідченням про життя радянських політв'язнів у післясталінський період.
1968 року Марченко стає помітним публіцистом Самвидаву, бере участь у правозахисному русі. 22 липня 1968 виступив з відкритим листом, адресованим радянським та іноземним газетам, а також радіостанції Бі-Бі-Сі про загрозу радянського вторгнення в Чехословаччину. Через кілька днів був заарештований і 21 серпня 1968 року за звинуваченням у порушенні паспортного режиму засуджений до одного року ув'язнення. Своє короткочасне перебування на волі і життя в таборі пізніше описав в автобіографічній книзі «Живи як усі». Через рік він на волю не вийшов: йому було висунуте звинувачення за статтею 190-1 (поширення наклепницьких вигадок, що ганьблять радянський суспільний і державний лад), пов'язане із книгою Марченка «Мої свідчення». Засуджений до двох років таборів. На момент винесення цього вироку був досить відомим дисидентом.
Після звільнення 1971 року оселився в м. Тарусі, одружився з Ларисою Богораз. Продовжував правозахисну і публіцистичну діяльність. З моменту виходу на свободу влада примушувала Марченка до еміграції, у разі відмови погрожуючи новим арештом. Марченко не виїхав і його переслідування продовжилися. П'ята судимість за статтею ст. 198-2 КК РРФСР (злісне порушення правил адміністративного нагляду). Засуджений до 4 років заслання. Відбував заслання в Східному Сибіру з дружиною і дитиною, під час цього заслання Марченко стає членом Московської гельсінкської групи, підписує звернення в Президію Верховної Ради СРСР із закликом до загальної політичної амністії в СРСР. Звільнився 1978 року.
У вересні 1981 був засуджений ушосте за ст. 70 КК РРФСР (антирадянська агітація і пропаганда) до 10 років у таборі суворого режиму і 5 років заслання.
4 серпня 1986 Анатолій Марченко оголосив голодування з вимогою звільнити всіх політв'язнів в СРСР. З 12 вересня був підданий насильницькому годуванню щодня, крім неділі. У зв'язку з цим Марченко звертався з листом до Генерального прокурора СРСР, звинувачуючи медичних працівників в'язниці в застосуванні тортур. Голодування тримав 117 днів. Через 12 днів після виходу з голодування Марченко відчув себе зле, з в'язниці був направлений у місцеву лікарню. Помер у лікарні Чистопольського годинникового заводу о 23 годині 50 хвилин.
Смерть Марченка мала широкий резонанс у дисидентському середовищі СРСР і в зарубіжній пресі. За однією з поширених версій, його смерть і реакція на неї підштовхнули М. Горбачова почати процес звільнення ув'язнених, засуджених за «політичними» статтями
Похований на кладовищі в місті Чистополі.

## Праці
Автор мемуарних книг:
- Мої свідчення [Архівовано 25 травня 2013 у Wayback Machine.] (вийшла у Самвидаві 1967 року)
- Від Таруси до Чуни [Архівовано 20 грудня 2013 у Wayback Machine.] (щоденник 1975 року)
- Живи як усі [Архівовано 30 жовтня 2013 у Wayback Machine.] (1987 рік)

## Нагороди
У 1988 році Європейський парламент посмертно нагородив Анатолія Марченка премією ім. А. Сахарова.